# Kapelle Herrgottsruh (Mickhausen)

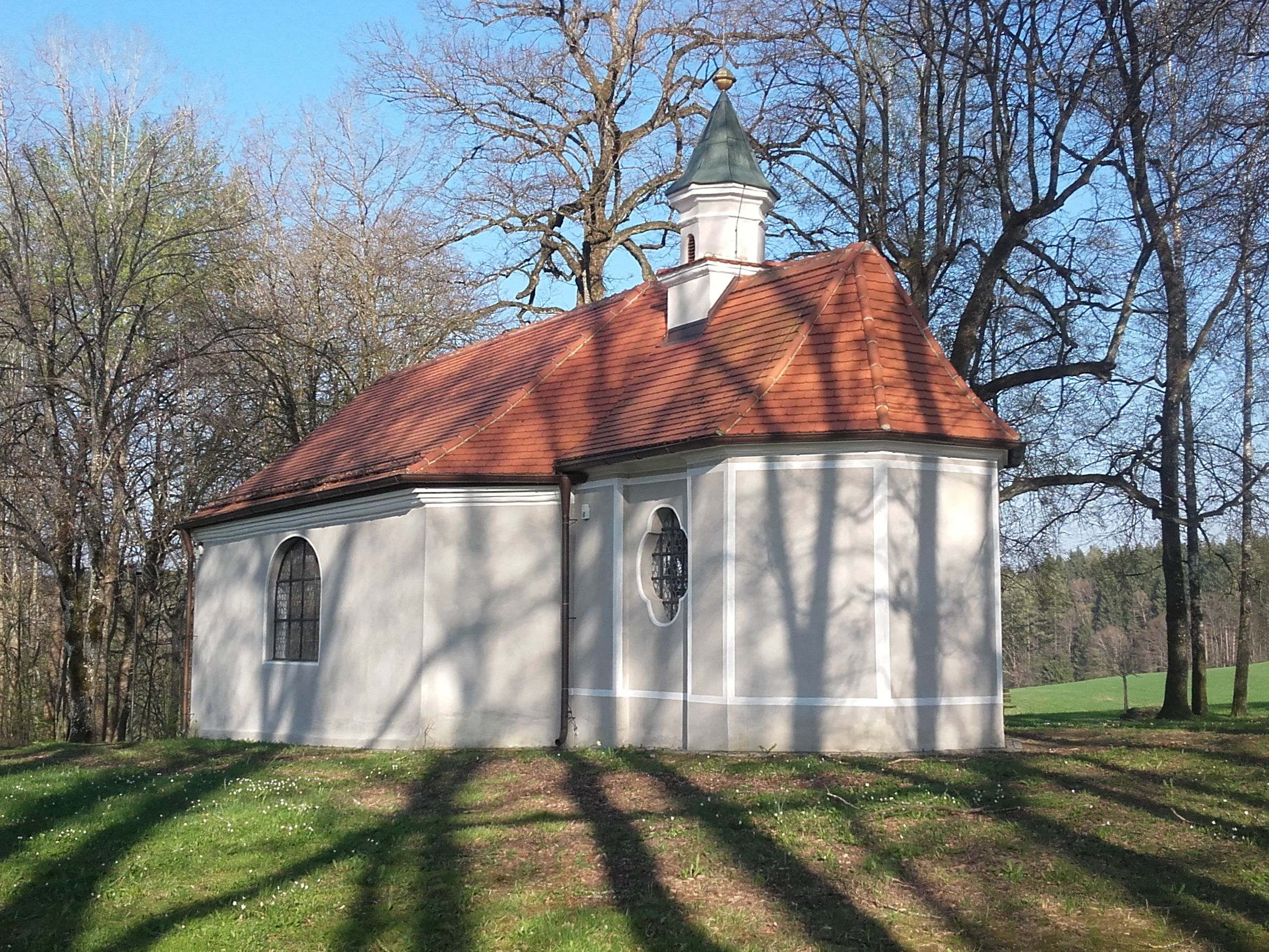
Kapelle Herrgottsruh in Mickhausen

Die römisch-katholische Kapelle Herrgottsruh steht in Mickhausen, einer Gemeinde im schwäbischen Landkreis Augsburg in Bayern. Das denkmalgeschützte Bauwerk ist in der Liste der Baudenkmäler in Mickhausen als Baudenkmal unter der Nr. D-7-72-178-5 eingetragen. Die umgebende Lindengruppe ist als Naturdenkmal ND-06514 geschützt.

## Beschreibung
Die Kapelle wurde 1685 im Auftrag von Paul Fugger nach einem Entwurf von Johann Schmuzer nach dem Vorbild der Wallfahrtskirche Maria Vesperbild errichtet. Sie besteht aus einem Langhaus und einem eingezogenen, dreiseitig geschlossenen Chor im Südwesten, aus dem sich ein Dachreiter erhebt, der mit einem spitzen Helm bedeckt ist. Der Innenraum des Langhauses, der 1749/50 um ein Vestibül erweitert wurde, ist mit einer Flachdecke überspannt, der des Chors mit einem Stichkappengewölbe. Über dem Chorbogen wurde das Wappen der Fugger angebracht. Die um 1750 entstandenen Fresken werden Vitus Felix Rigl zugeschrieben.